# Gypsophila montserratii
Gypsophila montserratii är en nejlikväxtart som beskrevs av Fernandez Casas. Gypsophila montserratii ingår i släktet slöjor, och familjen nejlikväxter. Inga underarter finns listade i Catalogue of Life.